# Alois Pisnik

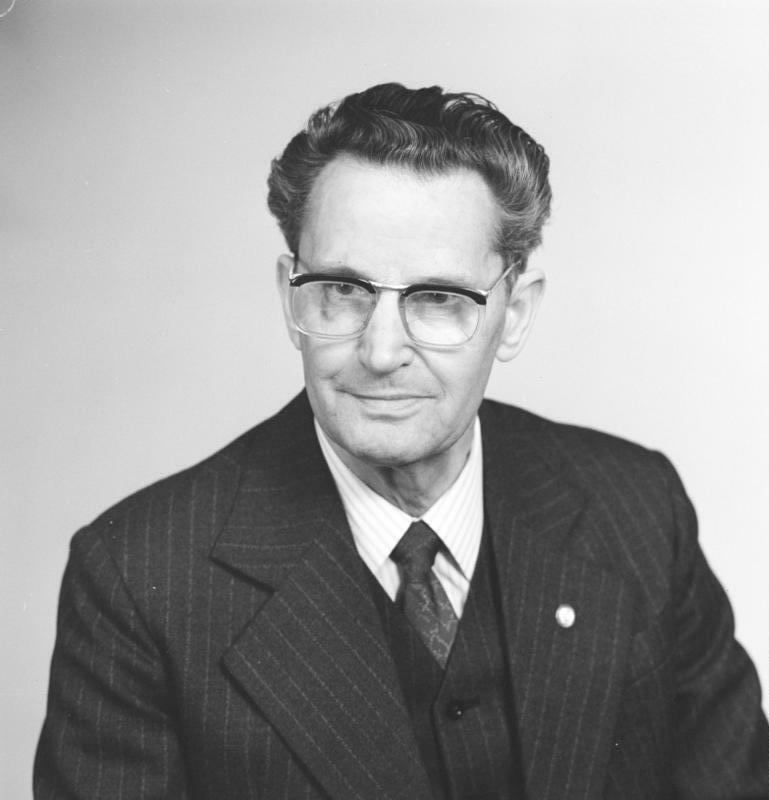
Alois Pisnik (1982)

Alois Pisnik (* 8. September 1911 in Donawitz; † 2. Oktober 2004 in Rostock) war ein österreichisch-deutscher SED-Funktionär. Er gehörte u. a. als Kandidat dem Politbüro an.

## Leben
Alois Pisnik wurde am 8. September 1911 als uneheliches Kind des damaligen Küchenmädchens Maria Pisnik, selbst eine uneheliche Tochter der aus der Untersteiermark stammenden Maria Pisnik, in Donawitz geboren und am 13. September auf den Namen Alois getauft. Seine Mutter (* 21. September 1887) stammte aus Bösenwinkel (heute Hudi Kot), einer Ortschaft der Gemeinde Reifnig am Bachern (heute Ribnica na Pohorju) und war auch dahin zuständig. Am 18. Juni 1923 wurde Pisnik gefirmt und trat mit 22. April 1939 aus der römisch-katholischen Kirche aus.
In Österreich war er Mitglied sozialdemokratischer Jugend- und Gewerkschaftsorganisationen. 1928 gehörte er der SPÖ an. 1926 bis 1929 absolvierte er eine Berufsausbildung zum Maschinen- und Elektroschlosser. Von 1930 bis 1933 absolvierte er ein Fernstudium als Elektroingenieur und trat 1933 der KPÖ bei. 1934 nahm er in der Steiermark an den Februarkämpfen teil und wurde verhaftet. Beim Prozess im Juni 1935 vor dem Schwurgericht Leoben gab Pisnik zu Protokoll, mit den ebenfalls angeklagten Franz Walcher und Erna Kofler in Verbindung gewesen, jedoch an keiner kommunistischen Betätigung beteiligt gewesen zu sein. Unter dem Decknamen „Louis“ gehörte er der Kreisleitung der Partei an. Nach Walcher, der zu zwölf Jahren verurteilt wurde, erhielt Pisnik mit sieben Jahren Kerker die zweithöchste Strafe.
Später wurde er amnestiert und 1940 als illegaler KPÖ-Funktionär in der Obersteiermark wieder verhaftet und von einem nationalsozialistischen Sondergericht zu zehn Jahren Haft verurteilt. Nach seiner Befreiung aus dem Zuchthaus Halle (Saale) wurde Pisnik nach mehreren Zwischenstationen in Funktionen der KPD und SED in Sachsen-Anhalt im Jahr 1952 Erster Sekretär der SED-Bezirksleitung Magdeburg. Dieses Amt bekleidete er bis 1979. Parallel dazu war er von 1952 bis 1958 Abgeordneter des Bezirkstags Magdeburg. Er galt als eines der langjährigsten Mitglieder des ZK der SED, dem er von 1950 bis zur Auflösung 1989 angehörte. 1958 bis 1963 war er Kandidat des Politbüros und von 1958 bis März 1990 Abgeordneter der Volkskammer der DDR. Von 1960 bis 1979 war Pisnik Mitglied des Nationalen Verteidigungsrates.
Nachdem Kurt Tiedke ihn als Parteichef des Bezirkes Magdeburg abgelöst hatte, gehörte er von 1980 bis zu den ersten freien Volkskammerwahlen im März 1990 dem Staatsrat der DDR an und nahm nur noch protokollarische Pflichten wahr.
Durch Beschluss der Stadtverordnetenversammlung Wernigerode konnte Pisnik kurz vor der friedlichen Revolution 1989 ein etwa 2000 Quadratmeter großes Grundstück mit Einfamilienhaus am Eichberg im Stadtteil Hasserode als Altersruhesitz erwerben. Im November 1993 wurde er vor dem Berliner Landgericht wegen Mitverantwortung für das Grenzregime der DDR angeklagt. Das Verfahren wurde aus gesundheitlichen Gründen eingestellt.

## Auszeichnungen
- Von 1971 bis 1990 war Pisnik Ehrenbürger von Magdeburg. Das Ehrenbürgerrecht wurde ihm 1990 durch Beschluss der Stadtverordnetenversammlung wieder aberkannt.